# Edwin Cannan

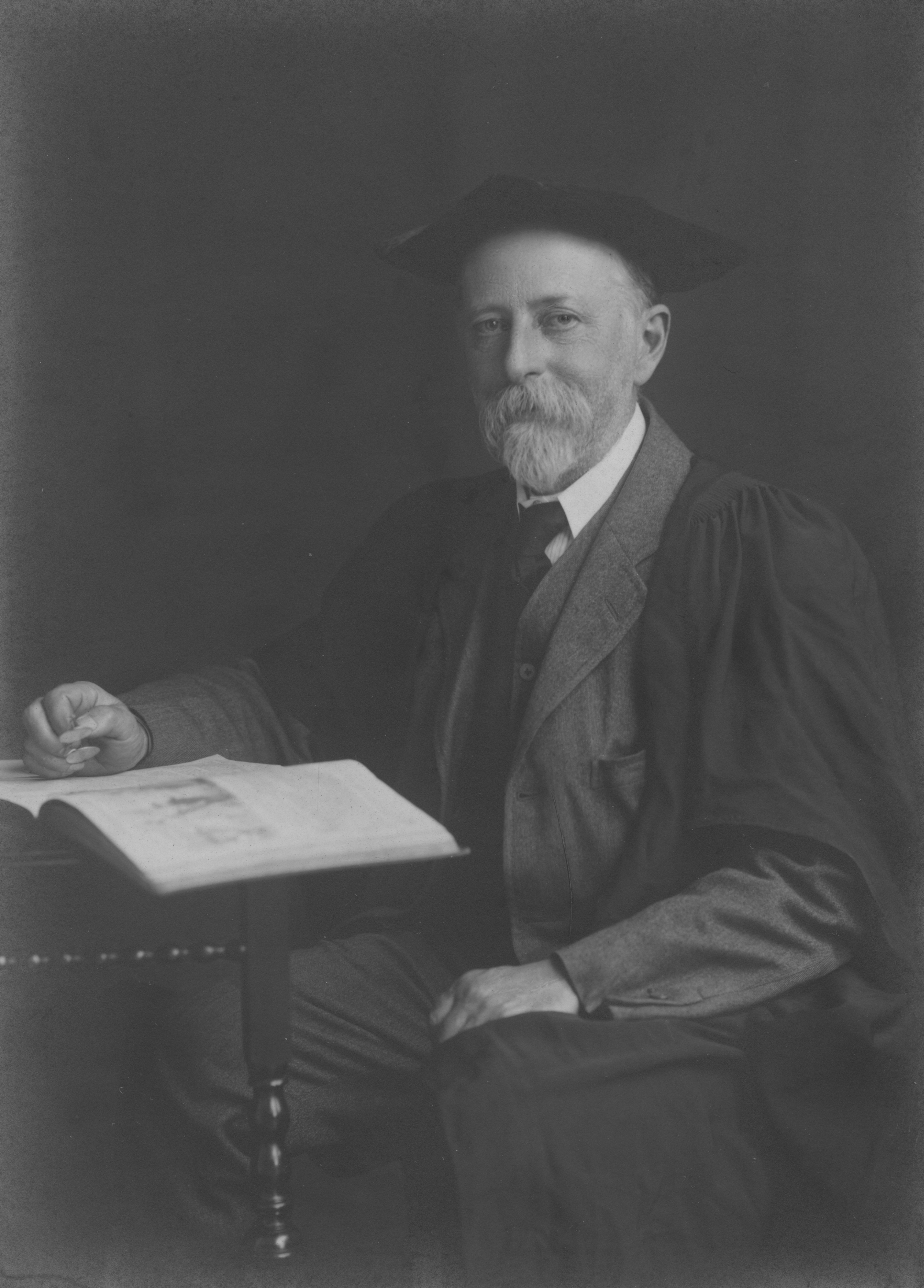
Edwin Cannan 1920

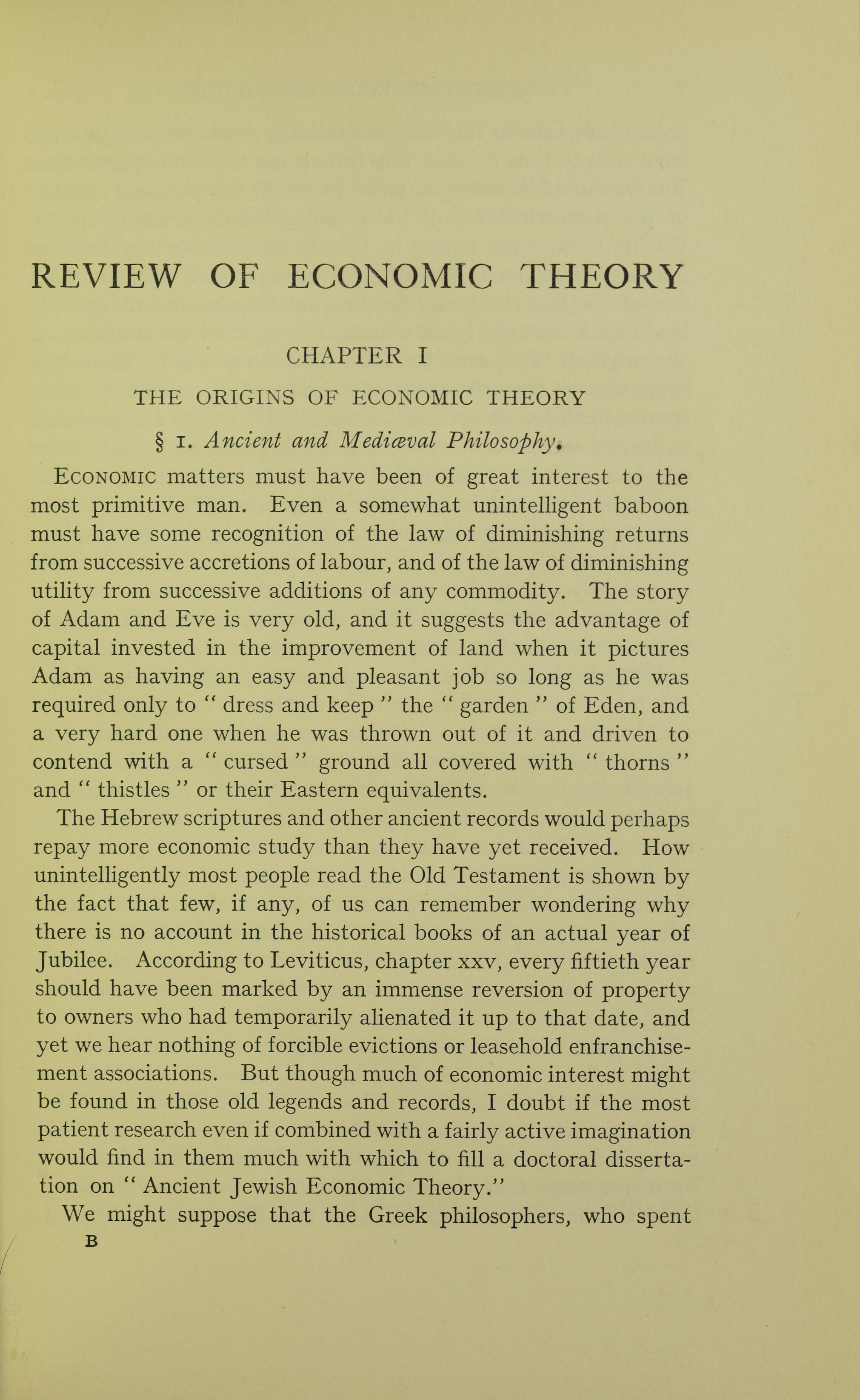
Review of economic theory, 1929

Edwin Cannan (* 3. Februar 1861 in Funchal, Madeira; † 8. April 1935 in Bournemouth) war ein britischer Wirtschaftswissenschaftler und Wirtschaftshistoriker. Er war Professor an der London School of Economics von 1895 bis 1926.
Als Anhänger Jevons' ist er wahrscheinlich am besten bekannt für seine Kritik der klassischen Wirtschaftstheorie in seiner Abhandlung History of the Theories of Production and Distribution (1898; Geschichte der Theorien des Aufbaus und der Zerstörung). Obwohl Cannan persönliche und berufliche Probleme mit Alfred Marshall hatte, war er trotzdem Anhänger Marshalls (Marshall's man) an der London School of Economics and Political Science von 1895 bis 1926. In dieser Zeit, insbesondere während seiner Zeit als Vorsitzender nach 1907, führte Cannan die LSE weg von ihren Wurzeln im Fabianischen Sozialismus zum zögernden Marshallismus. Diese Periode hielt nur so lange an, bis Cannans Protegé, Lionel Robbins mit seinen kontinentaleren Ideen übernahm.
Gemäß Geoffrey M. Hodgson betont Cannan die einheitliche Basis der Wirtschaftssysteme.

## Werke
- Elementary Political Economy, 1888.[2]
- The Origin of the Law of Diminishing Returns, 1813–15, 1892, EJ.
- Ricardo in Parliament, 1894, EJ.
- A History of the Theories of Production and Distribution in English Political Economy from 1776 to 1848, 1898.
- Preface and Introduction to Adam Smith's "Wealth of Nations", 1904.
- The Economic Outlook, 1912.
- Wealth, 1914.
- Early History of the term "Capital", 1921, QJE.
- An Application of the Theoretical Apparatus of Supply and Demand to Units of Currency, 1921, EJ.
- Money: Its connexion with rising and falling prices, 1923.[3]
- Monetary Reform, with J.M. Keynes, Addis and Milner, 1924, EJ
- An Economist's Protest, 1927
- A Review of Economic Theory, 1929
- Modern Currency and the Regulation of Its Value, London: D.S. King and Son, 1932.

- Collected Works of Edwin Cannan (1998, 8 volumes), edited by Alan Ebenstein (London & New York: Routledge/Thoemmes Press)